# Kol (dinosaure)
Pour les articles homonymes, voir Kol.
Kol ghuva
Genre
Espèce
Kol est un genre de dinosaures théropodes du Crétacé supérieur retrouvé dans la formation de Djadokhta, à Ukhaa Tolgod, en Mongolie. Il appartient à la famille Alvarezsauridae, regroupant des petits dinosaures coelurosauriens caractérisés par des membres antérieurs courts mais puissants et spécialisés pour creuser.
L'espèce-type, Kol ghuva, a été décrite par Turner, Nesbitt et Norell en 2009.

## Étymologie
Le nom binomial, Kol ghuva, provient du mongol köl (« pied ») et ghuv-a (« magnifique »). Avec Mei et Zby, Kol fait partie des plus courts noms génériques de dinosaures.

## Datation
La formation de Djadokhta, dans laquelle les fossiles de Kol ont été retrouvés, date de la fin du Crétacé supérieur et, plus précisément, du Campanien supérieur, c'est-à-dire il y a environ entre 80 et 72 Ma (millions d'années).

## Description
Le genre est basé sur les fossiles IGM 100/2011 qui consistent uniquement en un seul pied. Ainsi la relation exacte entre le genre et les autres alvarezsauridé est difficile à établir. Par contre les restes d'un autre alvarezsauridé de petite taille (0,60 mètre de long), Shuvuuia, qui vivait en même temps que Kol, sont très fréquents. Turner et son équipe ont ainsi estimé que ce genre devait être relativement rare dans l'écosystème dans lequel il vivait.
La taille de Kol est évaluée à environ 1,20 mètre, ce qui en fait un grand alvarezsauridé.